# 费里耶尔欧克洛谢
费里耶尔欧克洛谢（法語：Ferrières-Haut-Clocher，法語發音：[fɛʁjɛʁ o klɔʃe]）是法国厄尔省的一个市镇，属于埃夫勒区。

## 地理
费里耶尔欧克洛谢（49°1'17"N, 0°58'51"E）面积11.38 平方千米，位于法国诺曼底大区厄尔省，该省份为法国北部内陆省份，北起滨海塞纳省，西接奧恩省和卡爾瓦多斯省，南至厄尔-卢瓦省，东临瓦兹省、瓦兹河谷省和伊夫林省。
与费里耶尔欧克洛谢接壤的市镇（或旧市镇、城区）包括：伊通河畔拉博讷维尔、科热、克拉维尔、拉克鲁瓦西耶、格利索勒、奥尔姆、波尔泰。

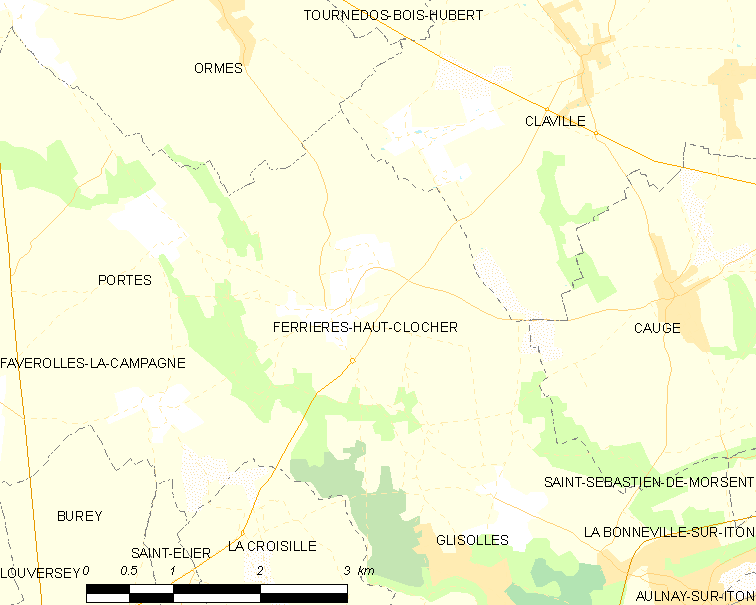
费里耶尔欧克洛谢的OSM定位图

费里耶尔欧克洛谢的时区为UTC+01:00、UTC+02:00（夏令时）。

## 行政
费里耶尔欧克洛谢的邮政编码为27190，INSEE市镇编码为27238。

## 政治
费里耶尔欧克洛谢所属的省级选区为乌什地区孔什县。

## 人口

1962-2008年间费里耶尔欧克洛谢人口变化图示

费里耶尔欧克洛谢于2022年1月1日时的人口数量为1119人。